# Troilus de la Roche Mesquez
Troilus de la Roche Mesquez (ur. 1540, zm. 1606) – bretoński magnat, w 1577 roku otrzymał od francuskiego króla Henryka III pozwolenie na założenie kolonii w Nowym Świecie oraz tytuł wicekróla. W 1597 roku de la Roche wyruszył na czele 200 osadników i osiedlił się na Sable Island. Założona przez niego kolonia upadła po kilku latach.